# Francis, il mulo parlante (film)
Francis il mulo parlante (Francis) è il primo episodio (realizzato nel 1950) dell'omonima saga di sette film di Arthur Lubin tratto dalla novella di David Stern (1909-2003). Nel 2012 è stato edito in Italia il DVD del film, a cura della A&R.

## Trama
Peter Sterling è un giovane soldato, che incontra un buffo mulo di nome Francis, che gli dà un consiglio grazie al quale Peter si salva la pelle e riceve dal suo nuovo amico altri consigli sulla tempra militare.

## Curiosità
- Il film ebbe sei seguiti, dei quali arrivarono in Italia solo i primi tre (Francis alle corse, Francis all'accademia e Francis contro la camorra) e l'ultimo, Congiura al castello, dove Donald O'Connor fu sostituito da Mickey Rooney nel ruolo del protagonista, lì chiamato David Prescott anziché Peter Stirling.
- Nei primi anni 1960, i primi quattro film della saga furono trasmessi dalla Rai come se avessero costituito un unico grande sceneggiato, di cui l'ultima replica andò in onda nel 1994.
- Dallo stesso ciclo di romanzi, fra il 1961 e il 1966, fu tratta la serie televisiva Mister Ed, dove, però, il protagonista era un cavallo. Lo stesso Arthur Lubin fu il regista di ben 131 episodi dei 145 che compongono la serie.
- Una gag presente nel film è stata, nel 2001, fonte d'ispirazione per una scena di Shrek, quella in cui Ciuchino, muovendosi nel mercato dove sta per essere venduto, e cercando di liberarsi dalla sua padrona, fa cadere la gabbia con dentro Trilly; nella gag originale, Francis si trova a sua volta in un mercato dove sta per essere venduto, e, muovendosi per liberarsi da Peter e gridando Avanti un altro!, fa cadere molte mele dagli scaffali su cui si trovano. Del resto, sia Ciuchino che Francis non rivolgono quasi mai la parola a personaggi diversi dagli eroi di cui sono spalle e che cercano spesso di sbarazzarsi di loro.
- Le frasi più celebri pronunciate da Francis sono Ma se la mangi lei una bistecca di elicottero! e Per la coda di mia zia Greta che vinse il Derby!